# Kwadrofonia (film)
Kwadrofonia (ang. Quadrophenia) – brytyjski film fabularny, debiut reżyserski Franca Roddama, luźno oparty na rock operze grupy The Who o tym samym tytule. Zdjęcia kręcono w Londynie i w Brighton.
„The New York Times” umieścił film na liście 1000 najlepszych filmów wszech czasów.
Do głównej roli brano pod uwagę Johnny’ego Rottena z grupy Sex Pistols, ale nie został zaakceptowany po proteście firmy ubezpieczającej film.
W 2020 zrealizowano nieoficjalną kontynuację filmu, To Be Someone, w reżyserii Raya Burdisa, z udziałem niektórych aktorów z oryginalnej obsady, m.in. Toyah Wilcox, Gary'ego Shaila i Leslie Ash. 

## Opis fabuły
Akcja rozgrywa się w połowie lat 60. XX w. w Londynie. Nastolatek Jimmy, rozczarowany rodzicami i znudzony pracą, przystępuje do młodzieżowego gangu Modsów. Grupa rywalizuje z konkurencyjnym gangiem Rockersów. Jimmy zajmuje się głównie imprezowaniem, jazdą na skuterze i zażywaniem amfetaminy. W świąteczny weekend obydwie grupy zjeżdżają się w znanym kurorcie, Brighton. Tam Jimmy próbuje zaimponować Steph, dziewczynie, w której się podkochuje. Chce się także wkraść się w łaski miejscowego szefa Modsów, niejakiego Ace’a. Na głównej promenadzie miasteczka gangi wszczynają walkę. Jimmy i Ace zostają aresztowani. Po powrocie do Londynu Jimmy zostaje wyrzucony z domu, porzuca też pracę. Jakby tego było mało w wypadku ulega zniszczeniu jego skuter, a Steph opuszcza go dla kumpla. Jimmy próbuje się ratować i wraca do Brighton. Tam odkrywa, że jego idol, Ace, na co dzień jest układnym boyem hotelowym.

## Obsada
- Phil Daniels – Jimmy Cooper
- Leslie Ash – Steph
- Phil Davis – Chalky
- Mark Wingett – Dave
- Sting – Ace Face
- Ray Winstone – Kevin Herriot, kumpel Jimmy’ego z dzieciństwa
- Gary Shail – Spider
- Garry Cooper – Peter Fenton, chłopak Steph
- Toyah Willcox – Monkey
- Trevor Laird – Ferdy
- Kate Williams – matka Jimmy’ego
- Michael Elphick – ojcic Jimmy’ego
- Kim Neve – Yvonne, siostra Jimmy’ego
- Benjamin Whitrow – pan Fulford, pracodawca Jimmy’ego
- Daniel Peacock – Danny
- Timothy Spall – Harry, kinooperator
- John Altman – Johnny Fagin
- Fuzz – Nicky